# 中島啓太

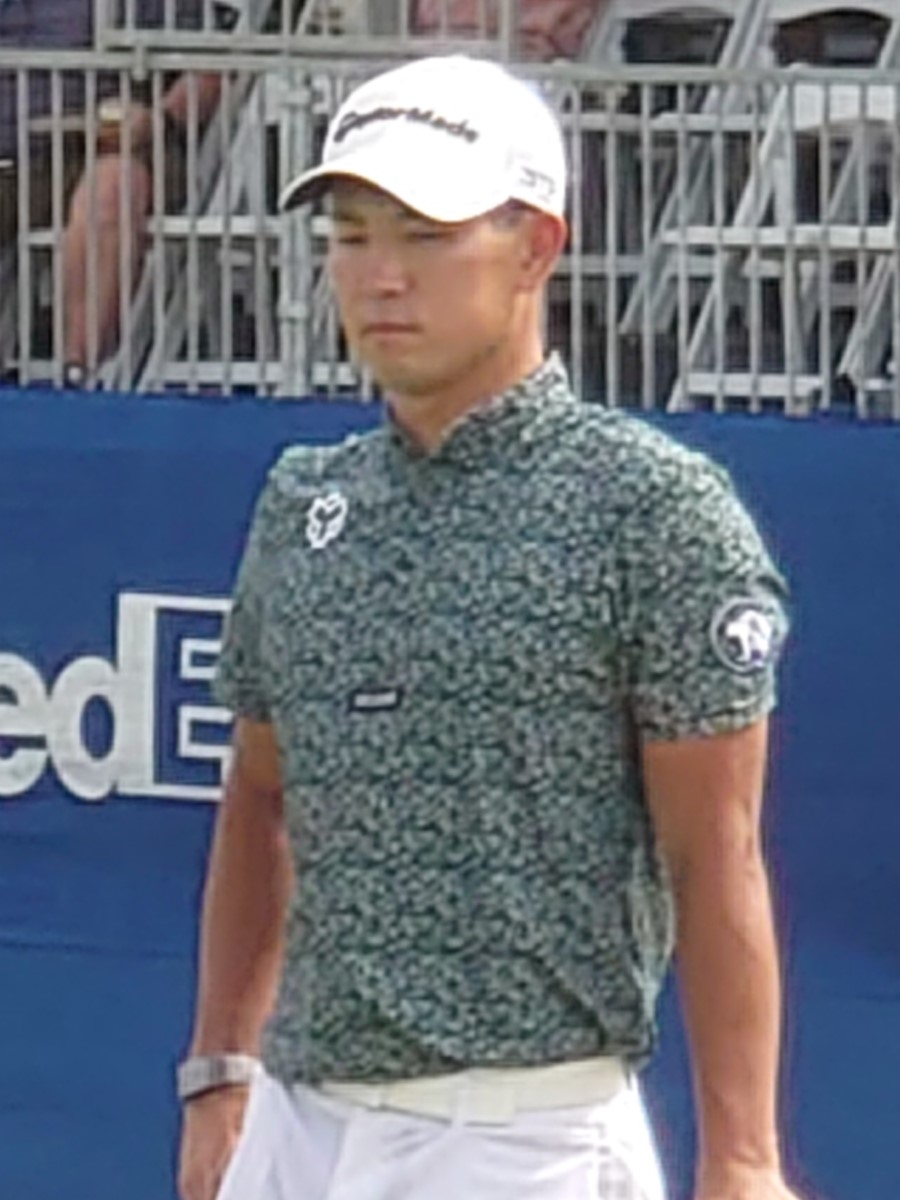

中島啓太（日语：／ Nakajima Keita，2000年6月24日—）是日本的一位高爾夫球選手，出身於埼玉縣加須市。他曾排名世界業餘高爾夫球選手第一。2022年，他成為職業高爾夫球選手。